# Безумный спецназ (фильм)
«Безумный спецназ» (англ. The Men Who Stare at Goats, дословно — Мужчины, пялящиеся на коз) — американский комедийно-мистический фильм Гранта Хеслова по одноимённой книге британского журналиста Джона Ронсона. Вышел в прокат 10 декабря 2009 года.

## Сюжет
Журналист Боб, жена которого ушла к редактору, с горя решает отправиться в Ирак, чтобы показать ей и себе, чего он сто́ит на самом деле. В кувейтском отеле он встречает Лина Кэссиди, о котором узнал незадолго до этого, когда брал интервью у одного полубезумного экстрасенса. Оказалось, что Лин служил когда-то в суперсекретном подразделении под началом Билла Джанго, целью которого было установление мира и гармонии на Земле при помощи разрабатываемых ими «духовных методик», которые он внезапно обрел, ещё воюя во Вьетнаме (итогом стал проект «Устав Новой армии Земли», для получения солдат-джедаев, поддержанный Пентагоном).
Боб отправляется вместе с Лином на его «задание» в иракскую пустыню и параллельно рассказывает историю этого необычного подразделения.

## В ролях
| Актёр           | Роль                                                  |
| --------------- | ----------------------------------------------------- |
| Джордж Клуни    | Лин Кэссиди                                           |
| Юэн Макгрегор   | Боб Уилтон                                            |
| Джефф Бриджес   | Билл Джанго                                           |
| Кевин Спейси    | Ларри Хупер                                           |
| Стивен Лэнг     | бригадный генерал Дин Хопгуд                          |
| Роберт Патрик   | Тодд Никсон                                           |
| Валид Цайтер    | Махмуд Даш                                            |
| Стивен Рут      | Гус Лейси                                             |
| Гленн Моршауэр  | майор Хольц                                           |
| Ник Офферман    | Скотти Мерсер                                         |
| Тим Гриффин     | Тим Кут                                               |
| Ребекка Мэйдер  | Дебора Уилтон                                         |
| Джейкоб Браун   | лейтенант Бун                                         |
| Тодд Ла Турретт | Дэйв                                                  |
| Брэд Гранберг   | Рон                                                   |
| Морс Бикнелл    | старший сержант Бен Эчмейер (прототип — Майкл Эчанис) |